# Calcio agli Island Games 2015 - Torneo femminile
Il torneo di calcio femminile degli Island Games 2015, ottava edizione della competizione, è stato disputato sull'isola di Jersey, tra il 28 giugno ed il 3 luglio 2015.

## Partecipanti
- Isole Åland
- Gibilterra
- Gotland
- Groenlandia
- Guernsey
- Hitra
- Isola di Man
- Isola di Wight
- Jersey
- Ebridi Esterne
- Anglesey

## Impianti
| Stadio              | Città        |
| ------------------- | ------------ |
| Le Boulivot         | Grouville    |
| Le Squendez         | St. Brélade  |
| La Coeffardiere     | St. Clement  |
| Springfield Stadium | St. Helier   |
| Le Couvent          | St. Lawrence |
| La Rue des Vignes   | St. Peter    |
| Recreation Centre   | St. John     |
| La Cache es Fresnes | St. Ouen     |

## Fase a gironi

### Girone A
| Posizione | Squadra        | G | V | P | S | GF | GS | DR  | P.ti |
| --------- | -------------- | - | - | - | - | -- | -- | --- | ---- |
| 1         | Isole Åland    | 3 | 3 | 0 | 0 | 14 | 2  | +12 | 9    |
| 2         | Isola di Wight | 3 | 2 | 0 | 1 | 9  | 1  | +8  | 6    |
| 3         | Guernsey       | 3 | 1 | 0 | 2 | 3  | 12 | -9  | 3    |
| 4         | Anglesey       | 3 | 0 | 0 | 3 | 4  | 15 | -11 | 0    |

| St. John 28 giugno 2015, ore 12:30 | Guernsey | 0 – 2 | Isola di Wight | Recreation Center |

| St. Lawrence 28 giugno 2015, ore 17:30 | Anglesey | 2 – 5 | Isole Åland | Le Couvent |

| St. Lawrence 29 giugno 2015, ore 13:00 | Isola di Wight | 7 – 0 | Anglesey | Le Couvent |

| St. Saviour 29 giugno 2015, ore 17:30 | Isole Åland | 8 – 0 | Guernsey | St. Paul's FC |

| St. Helier 1 luglio 2015, ore 13:00 | Guernsey | 3 – 2 | Anglesey | Springfield Stadium |

| St. John 1 luglio 2015, ore 13:00 | Isole Åland | 3 – 2 | Isola di Wight | Recreation Center |

### Girone B
| Posizione | Squadra        | G | V | P | S | GF | GS | DR  | P.ti |
| --------- | -------------- | - | - | - | - | -- | -- | --- | ---- |
| 1         | Isola di Man   | 3 | 3 | 0 | 0 | 10 | 3  | +7  | 9    |
| 2         | Gotland        | 3 | 2 | 0 | 1 | 10 | 1  | +9  | 6    |
| 3         | Ebridi Esterne | 3 | 1 | 0 | 2 | 7  | 10 | -3  | 3    |
| 4         | Gibilterra     | 3 | 0 | 0 | 3 | 1  | 14 | -13 | 0    |

| Trinity 28 giugno 2015, ore 13:00 | Gibilterra | 0 – 3 | Gotland | Trinity FC |

| St. Lawrence 28 giugno 2015, ore 13:30 | Ebridi Esterne | 2 – 3 | Isola di Man | Le Couvent |

| Trinity 29 giugno 2015, ore 13:00 | Isola di Man | 6 – 1 | Gibilterra | Trinity FC |

| St. Lawrence 29 giugno 2015, ore 17:30 | Gotland | 7 – 0 | Ebridi Esterne | Le Couvent |

| Trinity 1 luglio 2015, ore 17:00 | Isola di Man | 1 – 0 | Gotland | Trinity FC |

| St. John 1 luglio 2015, ore 17:00 | Gibilterra | 0 – 5 | Ebridi Esterne | Recreation Center |

### Girone C
| Posizione | Squadra     | G | V | P | S | GF | GS | DR | P.ti |
| --------- | ----------- | - | - | - | - | -- | -- | -- | ---- |
| 1         | Jersey      | 2 | 2 | 0 | 0 | 5  | 3  | +2 | 6    |
| 2         | Hitra       | 2 | 1 | 0 | 1 | 7  | 3  | +4 | 3    |
| 3         | Groenlandia | 2 | 0 | 0 | 2 | 3  | 9  | -6 | 0    |

| St. Helier 28 giugno 2015, ore 17:00 | Jersey | 3 – 2 | Groenlandia | Springfield Stadium |

| St. Saviour 29 giugno 2015, ore 13:30 | Groenlandia | 1 – 6 | Hitra | St. Paul's FC |

| St. Helier 1 luglio 2015, ore 18:00 | Jersey | 2 – 1 | Hitra | Springfield Stadium |

## Fase finale

### Finali 5º-10º posto

#### Finale 9º-10º posto
| Trinity 2 luglio 2015, ore 13:00 | Groenlandia | 4 – 0 | Anglesey | Trinity FC |

#### Finale 7º-8º posto
| St. Saviour 2 luglio 2015, ore 17:30 | Guernsey | 2 – 4 | Ebridi Esterne | St. Paul's FC |

#### Finale 5º-6º posto
| St. Saviour 2 luglio 2015, ore 13:30 | Isola di Wight | 2 – 1 | Hitra | St. Paul's FC |

### Finali 1º-4º posto
|  | Semifinali   | Semifinali   | Semifinali |        |             | Finale          | Finale          | Finale          |  |
|  |              |              |            |        |             |                 |                 |                 |  |
|  | Isole Åland  | Isole Åland  | 2          |        |             |                 |                 |                 |  |
|  | Isole Åland  | Isole Åland  | 2          |        |             |                 |                 |                 |  |
|  | Isola di Man | Isola di Man | 1          |        |             |                 |                 |                 |  |
|  | Isola di Man | Isola di Man | 1          |        | Isole Åland | Isole Åland     | 0               |                 |  |
|  |              |              |            |        | Isole Åland | Isole Åland     | 0               |                 |  |
|  |              |              | Jersey     | Jersey | 1           |                 |                 |                 |  |
|  | Jersey       | Jersey       | Jersey     | Jersey | 1           | 3               |                 |                 |  |
|  | Jersey       | Jersey       |            |        |             | 3               |                 |                 |  |
|  | Gotland      | Gotland      | 1          |        |             | Finale 3º posto | Finale 3º posto | Finale 3º posto |  |
|  | Gotland      | Gotland      | 1          |        |             |                 |                 |                 |  |
|  |              |              |            |        |             |                 |                 |                 |  |
|  |              |              |            |        |             | Isola di Man    | Isola di Man    | 0               |  |
|  |              |              |            |        |             | Isola di Man    | Isola di Man    | 0               |  |
|  |              |              |            |        |             | Gotland         | Gotland         | 2               |  |

#### Semi-finali
| Grouville 2 luglio 2015, ore 13:00 | Isole Åland | 2 – 1 | Isola di Man | Le Boulivot |

| St. Lawrence 2 luglio 2015, ore 13:00 | Jersey | 3 – 1 | Gotland | Le Couvent |

#### Finale 3º-4º posto
| St. Brélade 3 luglio 2015, ore 10:30 | Isola di Man | 0 – 2 | Gotland | Le Squendez |

#### Finale
| St. Helier 3 luglio 2015, ore 10:30 | Guernsey | 0 – 1 | Jersey | Springfield Stadium |

| Campione Island Games 2015 |
| -------------------------- |
| JERSEY Primo Titolo        |

## Piazzamento finale
| Posizione | Squadra        |
| --------- | -------------- |
|           | Jersey         |
|           | Isole Åland    |
|           | Gotland        |
| 4         | Isola di Man   |
| 5         | Isola di Wight |
| 6         | Hitra          |
| 7         | Ebridi Esterne |
| 8         | Guernsey       |
| 9         | Groenlandia    |
| 10        | Anglesey       |
| 11        | Gibilterra     |